# Ceylonhängpapegoja
Ceylonhängpapegoja (Loriculus beryllinus) är en fågel i familjen östpapegojor inom ordningen papegojfåglar.

## Utseende
Ceylonhängpapegoja är en liten (14 cm), grön papegojfågel. Hanen har röd näbb, röd övergump och rödfärgad hjässa. Vidare syns en orangefärgad anstrykning på manteln. Liknande blåstrupig hängpapegoja har just en blå strupe, men saknar den röda hjässan och är grön på manteln.

## Utbredning och systematik
Fågeln är endemisk för Sri Lanka. Den behandlas som monotypisk, det vill säga att den inte delas in i några underarter.

## Status och hot
Arten har ett rätt litet utbredningsområde, men det finns inga tecken på vare sig några substantiella hot eller att populationen minskar. Utifrån dessa kriterier kategoriserar IUCN arten som livskraftig (LC).